# Emeraude Toubia
Émeraude Toubia, née le 1er mars 1989 à Montréal, est une actrice et mannequin américaine.
Elle est notamment connue pour le rôle d'Isabelle Lightwood dans la série télévisée Shadowhunters (2016 à 2019).

## Biographie

### Débuts
Emeraude Toubia est née à Montréal au Canada mais elle déménage très jeune à Brownsville au Texas où elle grandit. D'origine mexicaine et libanaise, elle parle couramment l'espagnol et est de nationalité américaine. 
Jeune, elle pratique professionnellement le ballet, le flamenco, la danse orientale et lyrique et effectue sa scolarité à la Homer Hanna High School de Brownsville.

### Carrière
Dès l'âge de 15 ans, Emeraude Toubia participe à plusieurs concours de beauté et est couronnée Miss Texas sud, Miss Rio Grande Valley America et Miss Teen Brownsville. Elle commence à se faire connaître en 2008 grâce à sa participation à l'émission de télé-réalité de beauté Nuestra Belleza Latina sur la chaîne Univision. C'est dans cette émission qu'elle commence à apprendre le métier d'actrice. Après sa participation à l'émission, elle apparait dans plusieurs campagnes commerciales pour Maybelline, J. C. Penney et Garnier.
En 2009, elle participe à la deuxième saison de l'émission de télé-réalité de beauté Model Latina et termine cinquième puis elle participe à Miss Texas 2010, où elle termine demi-finaliste. Après cela, elle devient présentatrice correspondante pour les chaînes de télévision Telemundo et NBC Universo.
Elle commence sa carrière d'actrice en 2013 en jouant dans un épisode de la telenovela pour enfant 11-11: En mi cuadra nada cuadra sur la version d'Amérique latine de la chaîne Nickelodeon. Elle commence ensuite à être coachée par l'actrice nommée aux Oscars, Adriana Barraza. Elle enchainera ensuite plusieurs apparitions dans des telenovelas.
En janvier 2016, elle est apparue aux côtés de Prince Royce dans le clip de son single "Culpa al Corazón (en)".
De 2016 à 2019, elle a joué Isabelle Lightwood aux côtés de Katherine McNamara, Dominic Sherwood, Alberto Rosende, Matthew Daddario et Harry Shum Jr dans l'adaptation en série télévisée de la série littéraire La Cité des ténèbres de Cassandra Clare, intitulée Shadowhunters diffusée sur Freeform et sur Netflix en France. Elle signe ici son premier rôle en anglais.
En 2019, elle joue avec Tom Maden dans le téléfilm L'amour c'est mieux en vrai. En 2021, elle joue avec Mario Lopez dans le téléfilm La merveilleuse boutique de Noël.
Le 3 juin 2021, elle a été choisie pour jouer le rôle principal de Lily Diaz dans la série télévisée, With Love (en) créée par Gloria Calderón Kellett, diffusée sur Prime Video depuis le 17 décembre 2021. Elle joue aux côtés de Mark Indelicato, Isis King, Vincent Rodriguez III, Rome Flynn et Desmond Chiam. 

### Vie privée
En 2011, elle commence à fréquenter Prince Royce et le couple se marie le 30 novembre 2018. Cependant, en 2022, le couple divorce.

## Filmographie

### Cinéma
- 2016 : Tattooed Love de Alejandro Antonio et Alberto Portillo : Esmeralda

### Télévision

#### Téléfilms
- 2019 : L'amour c'est mieux en vrai : Alana (personnage principal)
- 2021 : La merveilleuse boutique de Noël : Belinda Sawyer (co-productrice déléguée - personnage principal)

#### Séries télévisées
- 2010 : Aurora : La réceptionniste (1 épisode)
- 2013 : 11-11: En mi cuadra nada cuadra : Elizabeth (75 épisodes)
- 2014 : Cosita linda : Dulce Rincón (96 épisodes)
- 2015 : Voltea pa' que te enamores : Stephanie « Stefi » Karam (29 épisodes)
- 2016-2019 : Shadowhunters : Isabelle « Izzy » Lightwood (rôle principal, 55 épisodes)
- depuis 2021 : With Love (en) : Lily Diaz (rôle principal, 11 épisodes)

#### Émissions télévisées
- 2008 : Nuestra Belleza Latina (saison 2, participante)
- 2009 : Model Latina (saison 2, participante)

### Vidéoclips
- 2016 : Culpa al Corazón (en) de Prince Royce

## Distinctions
| Année | Prix                                 | Catégorie                                                       | Nomination    | Résultat   |
| ----- | ------------------------------------ | --------------------------------------------------------------- | ------------- | ---------- |
| 2017  | 19e cérémonie des Teen Choice Awards | Meilleure actrice dans une série de Science-fiction/Fantastique | Shadowhunters | Nomination |
| 2018  | 20e cérémonie des Teen Choice Awards | Meilleure actrice dans une série de Science-fiction/Fantastique | Shadowhunters | Nomination |